# Taeniophyllum carnosiflorum
Taeniophyllum carnosiflorum är en orkidéart som beskrevs av Rudolf Schlechter. Taeniophyllum carnosiflorum ingår i släktet Taeniophyllum och familjen orkidéer. Inga underarter finns listade i Catalogue of Life.